# Benjamin Voisin
Pour les articles homonymes, voir Voisin (homonymie).
Benjamin Voisin, né en décembre 1996 à Paris, est un acteur français.
Après avoir tenu l'un des premiers rôles de la mini-série Fiertés, il est révélé par le drame Été 85 de François Ozon, qui lui vaut notamment d'être nommé pour le César du meilleur espoir masculin ainsi que le Lumière de la révélation masculine.
Il joue ensuite dans des productions françaises à succès comme Illusions perdues de Xavier Giannoli ou Le Bal des folles de Mélanie Laurent. Nommé pour la deuxième fois au César du meilleur espoir masculin en 2022 pour le film de Giannoli, il en devient cette fois le lauréat.

## Biographie

### Enfance et formation
Benjamin Voisin nait en décembre 1996 à Paris,, il est le fils d'un professeur du cours Florent, Marc Voisin, et d'une comptable. Il suit ses études au lycée Claude-Bernard dans le 16e arrondissement de Paris, où il grandit. Il poursuit par des études d'art dramatique au cours Florent qu'il intègre d'abord en 2011 pour suivre les ateliers jeunesse pendant trois ans. Il intègre par la suite, en deuxième année, la formation de l'acteur. Il rejoint également le Conservatoire national supérieur d'art dramatique en 2017, un an après avoir obtenu le concours en 2016.

### Débuts (2018-2020)
Benjamin Voisin commence sa carrière en 2018 en apparaissant dans un épisode de la mini-série Fiertés de Philippe Faucon, diffusée sur Arte. Il y incarne un jeune adolescent homosexuel, face à l'actrice Emmanuelle Bercot. Sa prestation est bien accueillie.
Il apparaît ensuite dans la comédie Bonne Pomme portée par Catherine Deneuve et Gérard Depardieu, et dans la biographie The Happy Prince réalisée par Rupert Everett qui lui offre son premier rôle en langue anglaise et lui fait donner la réplique à Colin Firth et Emily Watson. Les deux films sont des échecs critiques et commerciaux.
En 2020, il apparaît comme la tête d'affiche de la comédie romantique Un vrai bonhomme et du drame fantastique La Dernière Vie de Simon. Malgré le faible nombres d'entrées qu'enregistrent les deux films, l'acteur décroche le Swann d'or de la révélation masculine pour Un vrai bonhomme au Festival de Cabourg.
C'est son rôle dans le drame Été 85, réalisé par François Ozon et adapté du roman d’Aidan Chambers qui le propulse sur le devant de la scène. Il y incarne un personnage mystérieux et ténébreux, aux côtés de Félix Lefebvre. Le film est très bien accueilli par les critiques. Ce rôle lui permet de décrocher sa première nomination aux César dans la catégorie meilleur espoir masculin, ainsi que le prix de la meilleure révélation masculine conjointement avec son partenaire de jeu aux Lumières de la presse internationale.

### Révélation publique (depuis 2021)
En 2021, Benjamin Voisin poursuit son ascension en interprétant le rôle du jeune poète Lucien de Rubempré dans l'adaptation cinématographique éponyme du roman de Balzac Illusions perdues, mise en scène par le réalisateur Xavier Giannoli. Il en est une des têtes d'affiche, aux côtés de Vincent Lacoste, Gérard Depardieu, Cécile de France et Xavier Dolan. Lors de la promotion de son long-métrage, Giannoli déclare à propos de son acteur : « il avait une innocence sans mièvrerie, une sensualité sans vulgarité, une diction d’époque sans effort. Une évidence de cinéma où le moindre geste a une grâce sans calcul. Il était Rubempré, un Rubempré moderne. Tout s’incarnait... Il suffit de voir son assurance face à Depardieu. C’est le même métal. C’est animal ». À sa sortie en salles, le film est un succès critique, la presse louant à la fois le travail de reconstitution des équipes techniques et celui d'adaptation, et la performance des acteurs. Succès populaire également, Illusions perdues enregistre au total 8,6 millions de dollars au box-office dans le monde. Cette réussite commerciale est doublée d'un succès d'estime professionnelle, avec notamment 15 nominations aux César et 4 nominations aux Lumières de la presse internationale. Le film devance alors la comédie musicale Annette de Leos Carax, autre réussite française de l'année. Pour son interprétation de Lucien de Rubempré, Benjamin Voisin obtient le César du meilleur espoir masculin 2022, aux côtés de son confrère Vincent Lacoste, qui remporte celui du meilleur acteur dans un second rôle. La même année, le jeune acteur participe à un autre drame en costumes, avec Le Bal des folles réalisé par Mélanie Laurent, adapté du roman éponyme de Victoria Mas. Il tient cette fois un second rôle aux côtés des actrices Lou de Laâge, Emmanuelle Bercot et Mélanie Laurent. Ce long-métrage, qui retrace le quotidien des malades de la Salpêtrière passe largement inaperçu en France.[réf. nécessaire]
En 2023, Benjamin Voisin s'essaye à de nouveaux genres. Il forme d'abord un tandem avec Marina Foïs dans le huis clos En roue libre de Didier Barcelo, dans lequel il joue un jeune voleur qui s'engage dans un road trip avec sa « victime ». Le film reçoit un accueil critique positif. Ainsi les médias Écran Large et L'Humanité notent la justesse de jeu du comédien et sa belle alchimie avec sa partenaire. Ensuite, il interprète un jeune lieutenant amnésique qui revient du Mali dans Les Âmes sœurs d'André Téchiné. Il y joue le rôle principal aux côtés de la comédienne Noémie Merlant. Passé un peu inaperçu, Les Âmes sœurs reçoit de bonnes critiques dans l'ensemble. Pour le quotidien Dernières Nouvelles d'Alsace : Benjamin est sans doute « un très grand jeune acteur. ». Pour le journal Les Inrockuptibles, il semble être le plus grand acteur français de sa génération. Le journal remarque aussi l'alchimie entre le comédien et sa partenaire de jeu, Noémie Merlant. Voisin donne la réplique à Vincent Lindon dans le drame Jouer avec le feu.
ll revient au genre historique avec une mini-série consacrée à la jeunesse du chef cuisiner Marie-Antoine dit Antonin Carême, Carême, produite et réalisée par Martin Bourboulon. Il y interprète le rôle-titre, soutenu par les acteurs Jérémie Renier et Lyna Khoudri. La série est une commande de la plateforme de streaming américaine Apple TV+ dans le cadre de son partenariat avec Centre national du cinéma et de l'image animée français.

## Filmographie

### Cinéma

#### Longs métrages
- 2017 : Bonne Pomme de Florence Quentin : Thomas
- 2018 : The Happy Prince de Rupert Everett : Jean
- 2020 : Un vrai bonhomme de Benjamin Parent : Léo
- 2020 : La Dernière Vie de Simon de Léo Karmann : Simon
- 2020 : Été 85 de François Ozon : David Gorman
- 2021 : Le Bal des folles de Mélanie Laurent : Théophile Cléry
- 2021 : Illusions perdues de Xavier Giannoli : Lucien de Rubempré
- 2022 : En roue libre de Didier Barcelo : Paul
- 2023 : Les Âmes sœurs d'André Téchiné : David Faber
- 2024 : L'Esprit Coubertin de Jérémie Sein : Paul Bosquet
- 2024 : Jouer avec le feu de Delphine et Muriel Coulin : Félix dit "Fus"
- 2025 : L'Étranger de François Ozon : Meursault

#### Courts métrages
- 2016 : Adèle de Hector Langevin :
- 2017 : Le Pérou de Marie Kremer : Vincent
- 2025 : Je veux danser de Lomane de Dietrich

### Télévision

#### Téléfilms
- 2018 : La Mort dans l'âme de Xavier Durringer : Alex Lagnier
- 2018 : Je sais tomber d'Alain Tasma : Kévin

#### Séries télévisées
- 2016 : Emma d'Alfred Lot : Mathieu Fournier
- 2018 : Fiertés de Philippe Faucon : Victor, à 17 ans
- 2025 : Carême de Martin Bourboulon (Apple TV+) : Antonin Carême[19]

## Théâtre
- 2014 : Autour du rêve, Auditorium du conservatoire Jean-Philippe Rameau
- 2016 : Les êtres en quêtes, joué et co-monté
- 2016 : Débris de Dennis Kelly, mise en scène Laure Frappier
- 2017 : Un Dom Juan (d’après Molière), mise en scène Benjamin Voisin, Théâtre des 2 galeries, Festival Off d'Avignon
- 2023 : Guerre d'après Louis-Ferdinand Céline, mise en scène Benoît Lavigne, théâtre du Chêne Noir, Festival Off d'Avignon puis Théâtre du Petit-Saint-Martin
- 2025 : Guerre d'après Louis-Ferdinand Céline, mise en scène Benoît Lavigne, Théâtre de l'Œuvre

## Distinctions

### Récompenses
- Prix du Cours Florent 2016 : Prix Olga Horstig - meilleur élève de sa promotion
- Festival du film de Cabourg 2018 : Adam du meilleur jeune espoir pour Je sais tomber[21]
- Festival du film de Cabourg 2020 : Swann d'or de la révélation masculine pour Un vrai bonhomme[22]
- Lumières 2021 :  révélation masculine pour Été 85 (partagé avec Félix Lefebvre)
- César 2022 : meilleur espoir masculin pour Illusions perdues[23]

### Nominations
- César 2021 : meilleur espoir masculin pour Été 85
- Lumières 2022 : meilleur acteur pour Illusions perdues